# Jardim Ducla Soares
O Jardim Ducla Soares é um jardim português situado em Lisboa, entre a Avenida do Restelo e a Rua Pêro da Covilhã. Tem uma área de 2,9 ha e nele encontra-se uma capela dedicada a São Jerónimo.
Segundo edital de 7 setembro de 1987, o jardim homenageia o médico e investigador alfacinha Armando José Ducla de Sousa Soares que em Lisboa viveu, desenvolveu a sua carreira e faleceu na sua casa no Largo da Princesa, nesta mesma freguesia.

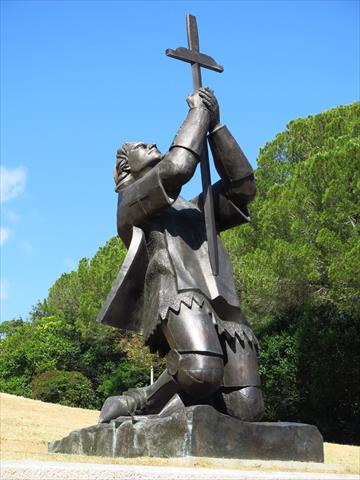
Estátua de D. Nuno Alvares Pereira

A 6 de novembro de 2016 o presidente da república Marcelo Rebelo de Sousa inaugurou neste jardim a estátua de D. Nuno Álvares Pereira. 
Na cerimónia esteve também o Cardeal Patriarca de Lisboa, D. Manuel Clemente, que procedeu à sua bênção, o Presidente da Câmara de Lisboa, Fernando Medina, bem como diversos chefes militares e D. Duarte Pio de Bragança e Dona Isabel de Herédia, entre muitas outras personalidades.
A estátua da autoria do escultor Augusto Cid é o resultado da iniciativa da Câmara Municipal de Lisboa, no âmbito do orçamento participativo de 2013.